# Alessandra Zambelli
Alessandra Zambelli (Faenza, 14 febbraio 1967) è un'ex pallavolista italiana.
Giocava nel ruolo di centrale.

## Carriera

### Club
La carriera di Alessandra Zambelli comincia nel 1980 nelle squadre giovanili della Olimpia Ravenna con la quale disputa sia il campionato di Serie C2, che quello di Serie C1. Nella stagione 1982-83 passa in prima squadra dove resterà per ben tredici annate, vincendo otto scudetti scudetti consecutivi, quattro coppe Italia, due Coppe dei Campioni e la Coppa del Mondo per club 1992.
Nella stagione 1996-97 viene ingaggiata dalla Sestese, in serie A2, mentre nella stagione successiva, è nuovamente nella massima serie con il Centro Ester di Napoli.
Nella stagione 1998-99 passa al Busto Arsizio, nella serie cadetta, dove resta per due annate, ottenendo una promozione in Serie A1.
Dopo una parentesi di un'annata nuovamente a Ravenna, nella stagione 2001-02 viene ingaggiata dall'Icot con cui si aggiudica una Coppa Italia di Serie A2. Dopo aver giocato per l'Imola, chiude la sua carriera durante la stagione 2003-04, quando militava nella Roma, a seguito di un infortunio.

### Nazionale
Nel 1986 ottiene le prime convocazioni con la nazionale italiana, con la quale si aggiudica la medaglia di bronzo al campionato europeo 1989: sarà l'unico risultato di rilievo raggiunto con la squadra azzurra in circa dieci anni di permanenza.

## Palmarès

### Club
- Campionato italiano: 9

1982-83, 1983-84, 1984-85, 1985-86, 1986-87, 1987-88, 1988-89, 1989-90, 1990-91
- Coppa Italia: 4

1983-84, 1984-85, 1986-87, 1990-91
- Coppa Italia di Serie A2: 1

2001-02
- Coppa dei Campioni: 2

1987-88, 1991-92
- Campionato mondiale per club: 1

1992